# Morris Weiss
Pour les articles homonymes, voir Weiss.
Morris Weiss, né le 11 août 1915 à Philadelphie et mort le 18 mai 2014 à West Palm Beach en Floride, est un dessinateur américain. Il débute dans les années 1930 comme artiste de comic-book, travaillant notamment par la suite pour la compagnie Timely / Atlas sous la direction de Stan Lee, pour laquelle il crée notamment le personnage de Margie. Il se retire dans les années 1970.